# Effet de matrice
En analyse chimique, l'effet de matrice décrit l'influence de l'environnement chimique d'un atome sur l'intensité de son signal.
Les effets de matrice se rencontrent notamment en spectrométrie à plasma à couplage inductif (ICP), en spectrométrie de fluorescence des rayons X ou encore en microsonde de Castaing.
Les méthodes modernes d'analyse chimique utilisent en général un phénomène physique où l'intensité du signal dépend de la quantité de certains atomes ou molécules. La mesure du signal permet alors de connaître la quantité d'atomes ou molécules. Dans le cas le plus simple, l'intensité mesurée, I, est proportionnelle à la concentration en atomes, c :
c = k·I
où k est le coefficient d'étalonnage.
Dans le cas général, notamment à cause de l'effet de matrice, cette équation n'est plus vraie : l'intensité du signal dépend de nombreux autres paramètres, dont les concentrations des autres atomes. Ainsi, un pour cent de fer ne donne pas la même intensité selon qu'il est dans de l'eau ou dans une roche.

## Absorption
Un exemple typique de l'effet de matrice est l'absorption des rayonnements. En effet, les méthodes physiques utilisent en général la mesure d'un rayonnement, soit émis par l'échantillon, soit transmis ou réfléchi par lui. De manière générale, les rayonnements sont absorbés suivant une loi de Beer-Lambert :
{\displaystyle \mathrm {I} =\mathrm {I} _{0}\cdot \exp(-\mu \cdot \rho \cdot x)}
où
- I0 est l'intensité initiale du signal ;
- I est l'intensité après absorption par l'échantillon ;
- μ est le coefficient d'absorption massique, qui dépend de la longueur d'onde λ du rayonnement et de la composition chimique de l'échantillon ;
- ρ est la masse volumique de l'échantillon ;
- x est la distance parcourue dans la matière.

Le coefficient d'absorption μ suit en général une loi des masses :
{\displaystyle \mu (\lambda )=\sum _{i}c_{i}\cdot \mu _{i}(\lambda )}
où
- ci est la concentration massique de l'élément i ;
- μi est le coefficient d'absorption massique de l'élément i (les valeurs sont tabulées) ; les μi ne sont en général pas continus sur tout le spectre, mais présentent des discontinuités, correspondant aux transitions électroniques des atomes.

Donc, si l'on suppose que l'intensité I0 ne dépend que de la quantité de l'objet auquel on s'intéresse, l'intensité mesurée I dépend de plus :
- du chemin x que parcourt le rayonnement dans l'échantillon, et en particulier de l'épaisseur de l'échantillon et de l'angle d'incidence du rayonnement ;
- des teneurs en autres éléments (ci ) ;
- de la masse volumique ρ de l'échantillon.

## Surexcitation
Dans certains cas, les atomes de l'échantillon émettent leurs propres rayonnements (fluorescence) ; ces rayonnements peuvent à leur tour exciter les autres atomes et donc s'ajouter au rayonnement incident. Dans certains cas, ce phénomène n'intervient pas (notamment lorsque le rayonnement fluorescent n'influe pas sur le phénomène physique de mesure).

## Effet chimique
Les liaisons chimiques concernent les électrons périphériques des atomes. Ainsi, les électrons périphériques d'un atome n'ont pas les mêmes niveaux d'énergie selon que l'atome est isolé, fait partie d'une molécule (liaison covalente) ou d'un cristal (liaison ionique, liaison métallique).
Si l'atome est ionisé, cela influe également sur les niveaux d'énergie de ces électrons périphériques.
Si les phénomènes physiques mettent en œuvre les électrons périphériques des atomes, ou si l'énergie des rayonnements est de l'ordre de grandeur des énergies de liaison des électrons périphériques, alors le degré d'oxydation ou les liaisons chimiques des atomes peuvent influer sur la mesure, soit sur l'intensité mesurée, soit sur le décalage en énergie des raies mesurées.

## En spectrométrie de fluorescence des rayons X
La spectrométrie de fluorescence des rayons X concerne les électrons de cœur, la méthode n'est donc pas sensible aux liaisons chimiques et au degré d'oxydation (à l'exception notable de l'aluminium et du soufre). On ne considère donc que l'absorption et la fluorescence secondaire (surexcitation).
Ces phénomènes ont été modélisés par J. Sherman en 1955, d'après les travaux de Glocker (1930), Castaing (1950) et Gillam et Heal (1952) ; l'équation de Sherman fut corrigée en 1966 par T. Shiraiwa et N. Fujino.
Depuis les années 1980, on dispose d'une puissance de calcul informatique suffisante à un coût raisonnable (micro-ordinateur) permettant de corriger les effets de matrice de manière théorique, avec la méthode dite des « paramètres fondamentaux » : coefficients d'absorption tabulés, rendement de fluorescence… Auparavant, on utilisait des méthodes d'approximation, en utilisant une équation approchée, simplifiée, par exemple la formule de Lachance-Traill :
Ci = mi × Ii × (1 + ∑j ≠ i αij × Ci)
où
- i est l'élément auquel on s'intéresse, les j sont tous les autres éléments de l'échantillon ;
- Ci est la concentration de l'élément i ;
- Ii est l'intensité de la raie de l'élément i que l'on mesure ;
- les αij sont les « coefficients inter-élément » ;
  - dans la théorie, ce ne sont pas des constantes, ils varient d'un échantillon à l'autre, ils dépendent eux-mêmes de toutes les concentrations ; cependant, pour des variations de concentrations modérées (même type de matériau analysé), ils varient peu ;
  - si l'on dilue l'échantillon, par exemple en faisant une perle fondue, on restreint la gamme de concentrations sur laquelle on travaille, donc on renforce l'hypothèse d'invariabilité des alphas ;
  - si l'on ajoute un élément lourd comme le lanthane dans la perle, on fait tendre les alphas vers 0, mais on rend difficilement mesurables les raies peu intenses (éléments légers ou faibles concentrations) ; cette méthode n'est de fait plus utilisée.

Les alphas sont donc maintenant déterminés de manière théorique à partir des paramètres fondamentaux. Ils étaient auparavant considérés comme fixes et déterminés :
- par régression, ce qui nécessitait un nombre important d'étalons (si l'on mesure n éléments, il fallait au moins n² étalons avec des variations relatives de concentrations) ;
- de manière théorique, à partir d'un « échantillon moyen » (méthode de Broll-Tertian)[3].

On a aussi utilisé des équations faisant intervenir l'intensité, ou bien des coefficients de second ordre.